# Echinophyllia maxima
Echinophyllia maxima is een rifkoralensoort uit de familie van de Pectiniidae. De wetenschappelijke naam van de soort is voor het eerst geldig gepubliceerd in 1984 door Moll & Best.